# مندرجان
مندرجان (بالإنجليزية: Menderjan)‏ هي قرية تقع في قسم كاوة آهنغر الريفي (مقاطعة تشادغان) في إيران. يقدر عدد سكانها بـ 974 نسمة .